# Berri-UQAM (Metro Montreal)

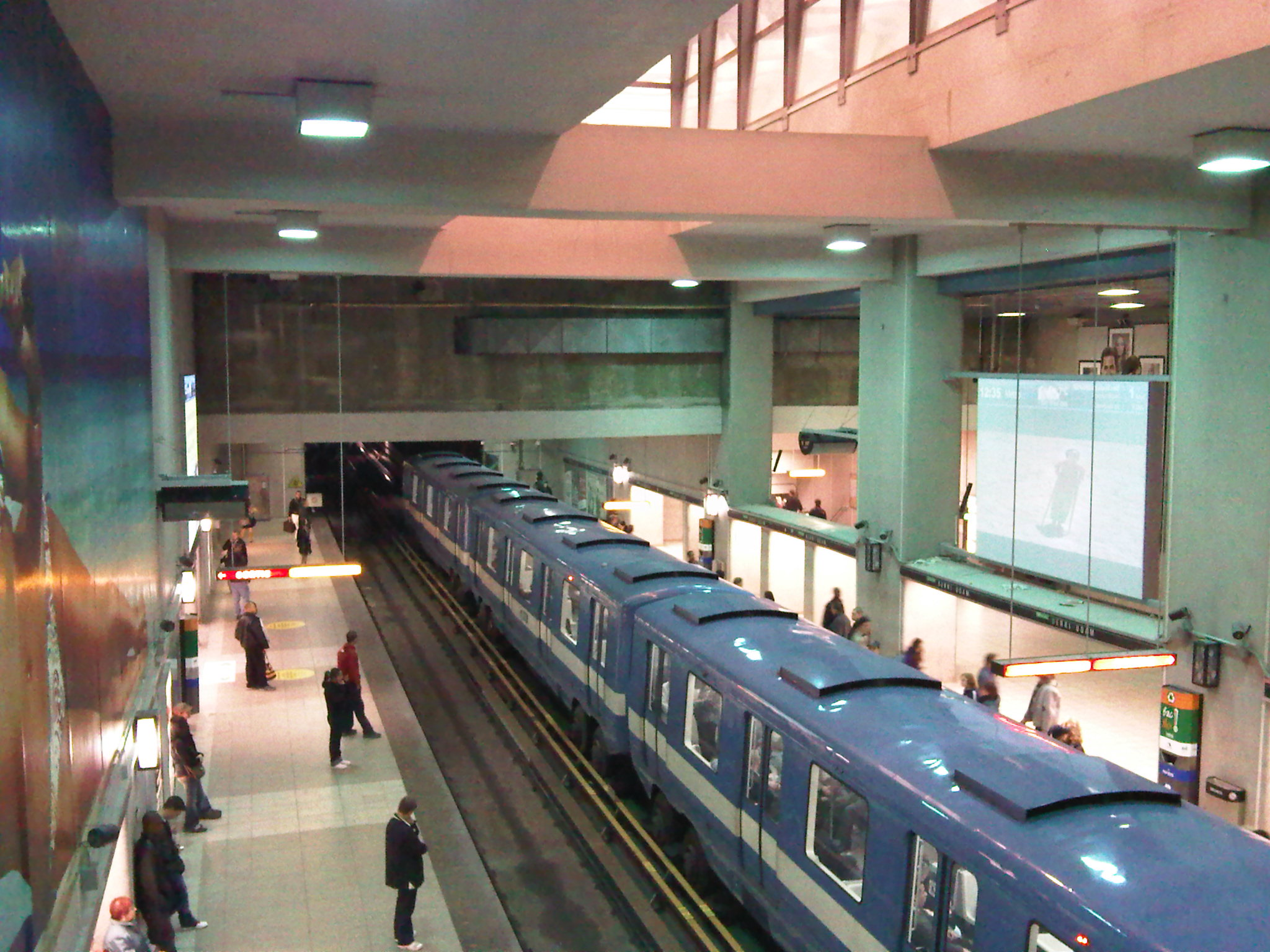
Bahnsteige der grünen Linie

Berri-UQAM ist eine U-Bahn-Station in Montreal. Sie befindet sich im Arrondissement Ville-Marie an der Kreuzung von Rue Berri und Boulevard De Maisonneuve, neben dem Campus der Université du Québec à Montréal (UQAM). Die Station ist der wichtigste Knotenpunkt der Metro Montreal. Hier kreuzen sich die grüne Linie 1 und die orange Linie 2, außerdem ist Berri-UQAM die westliche Endstation der gelben Linie 4. Im Jahr 2019 nutzten 12.640.200 Fahrgäste die Station (ohne Umsteiger), womit sie die am stärksten frequentierte des gesamten Netzes ist.

## Bauwerk

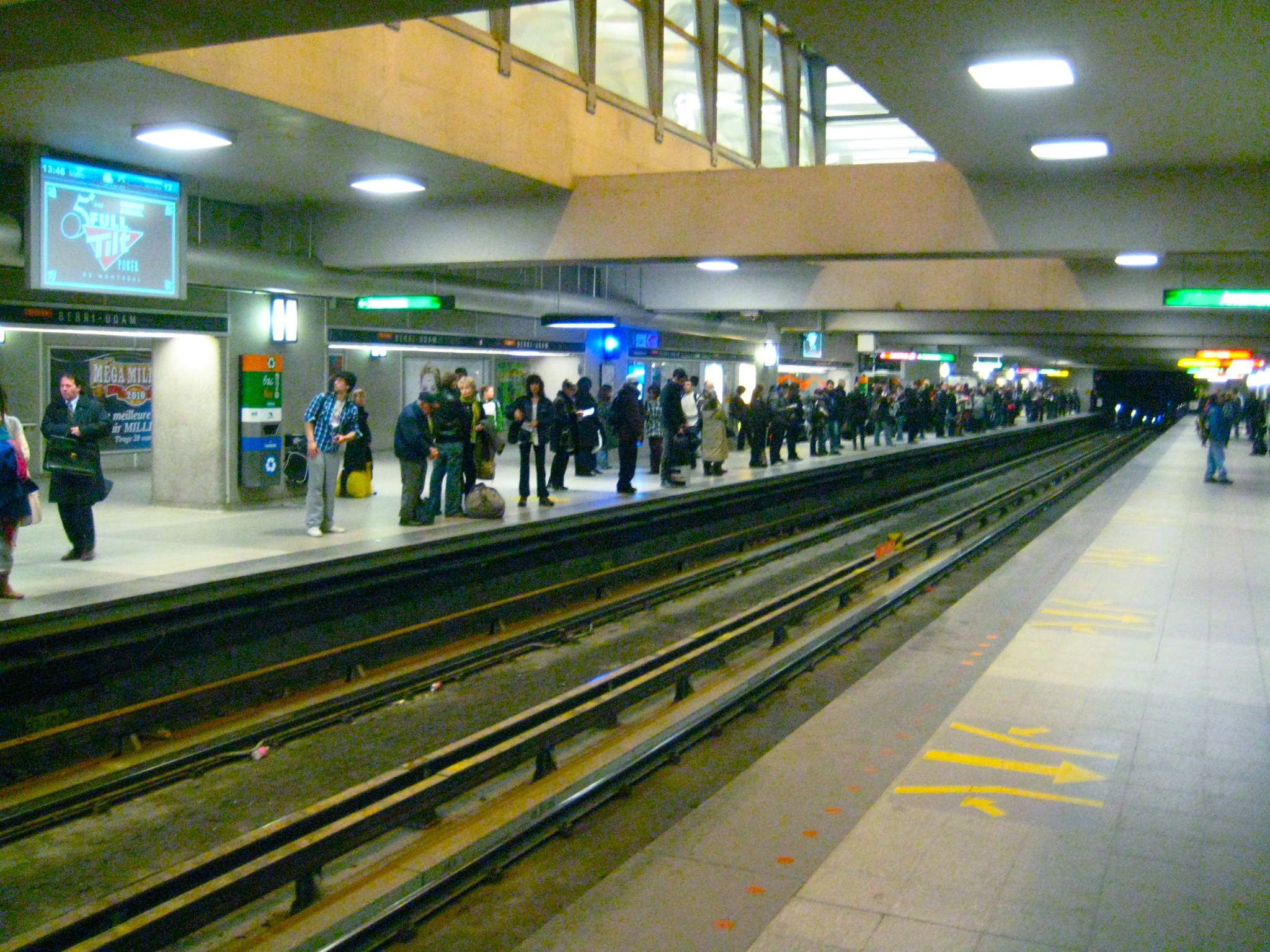
Bahnsteige der orangen Linie

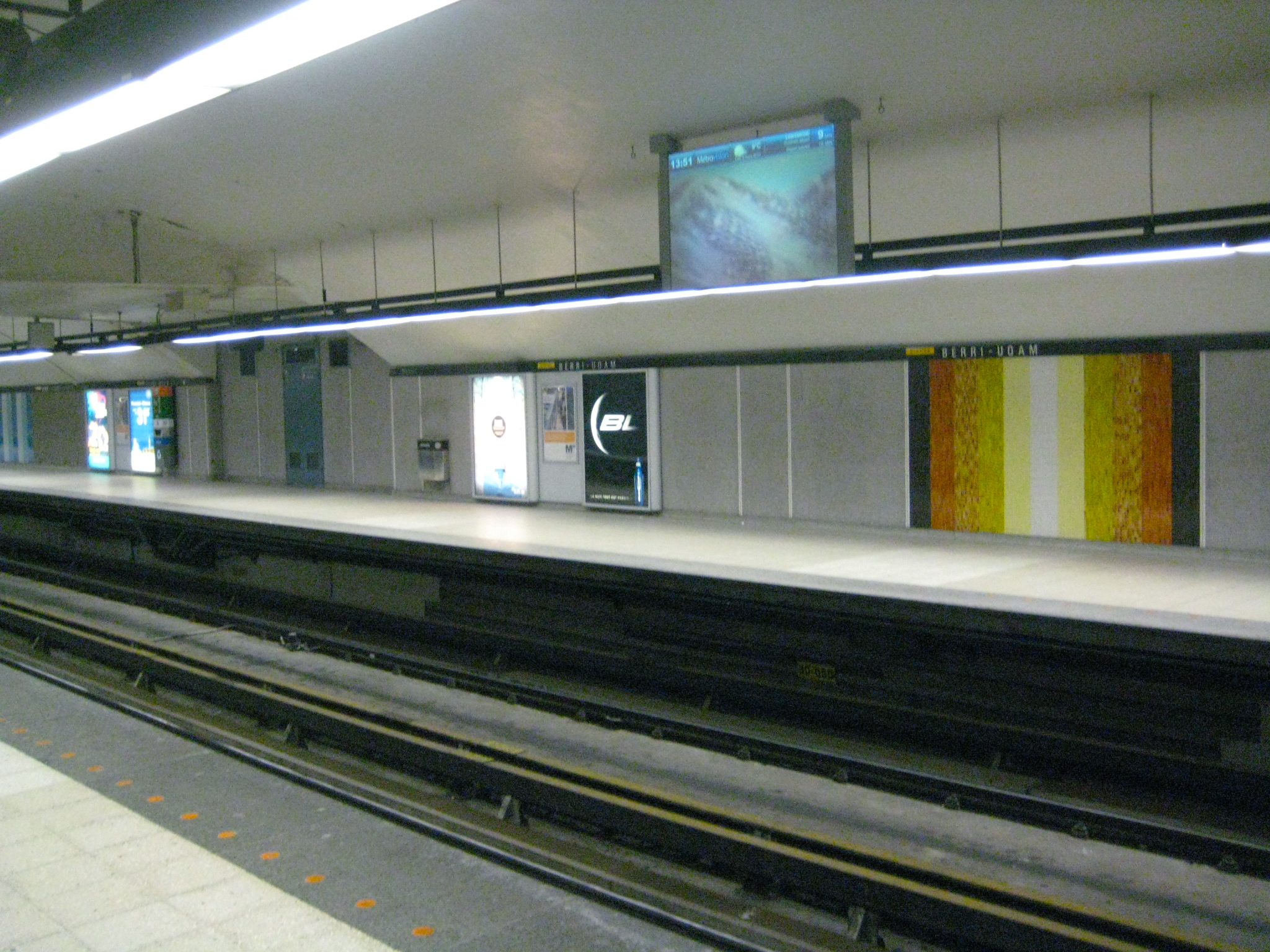
Bahnsteige der gelben Linie

Der vom Architekturbüro Longpré & Marchand gestaltete Stationskomplex besteht aus einem kreuzförmigen Hohlraum, der in offener Bauweise unter der Kreuzung von Boulevard De Maisonneuve und Rue Berri errichtet wurde und drei Ebenen umfasst. Der Hohlraum ist derart ausgedehnt, dass mächtige Säulen notwendig sind, um die darüber liegenden Straßen zu stützen. Die vier Kreuzenden enthalten Rolltreppen, welche die verschiedenen Ebenen miteinander verbinden; hinzu kommen mehrere Treppen. Seit 2009 ist die Station mittels Aufzügen teilweise rollstuhlgängig, bisher jedoch nur zur orangen Linie.
Zuoberst liegt die Verteilerebene mit den Drehsperren sowie verschiedenen Läden auf allen vier Seiten, darunter das Informationszentrum der Société de transport de Montréal (STM). Darunter folgen die zweite Ebene mit den Bahnsteigen der orangen Linie in einer Tiefe von 10,7 Metern sowie die dritte Ebene mit den 16,8 Meter tief gelegenen Bahnsteigen der grünen Linie. Von letzterer aus führen Rolltreppen und Korridore zu den 27,4 Meter tief gelegenen Bahnsteigen der gelben Linie. Diese gehören nicht zum eigentlichen Stationskomplex, sondern befinden sich in einer separaten Tunnelröhre unterhalb der Rue Saint-Denis.
Alle drei Linien verfügen über Seitenbahnsteige. Die Entfernungen zu den benachbarten Stationen (jeweils von Stationsende zu Stationsanfang gemessen) sind wie folgt:
- Grüne Linie: 336,80 Meter bis Saint-Laurent und 378,76 Meter bis Beaudry
- Orange Linie: 720,50 Meter bis Champ-de-Mars und 579,10 Meter bis Sherbrooke
- Gelbe Linie: 2362,10 Meter bis Jean-Drapeau (längster Stationsabstand der gesamten Metro)

Es gibt fünf Ein- und Ausgänge. In andere, bereits bestehende Gebäude integriert sind jene an der Rue Saint-Denis, an der Rue Berri (zwei verschiedene Standorte) und am Boulevard De Maisonneuve. Der einzige freistehende Stationseingang, ein vom Architekten Gaétan Pelletier entworfener und 1999 eröffneter Glas-Stahl-Pavillon, befindet sich an der Rue Sainte-Catherine. Berri-UQAM bildet das Zentrum eines Segments der Montrealer Untergrundstadt. Fußgängertunnel bieten wettergeschützte Zugänge zu verschiedenen Gebäuden, unter anderem zur Universität, zur Grande Bibliothèque und zu einem Hotel. Anschlüsse bestehen zu fünf Buslinien und zwei Nachtbuslinien der STM, außerdem ist über einen Fußgängertunnel der Gare d’autocars de Montréal erreichbar (Terminal für Überlandbusse).

## Kunst

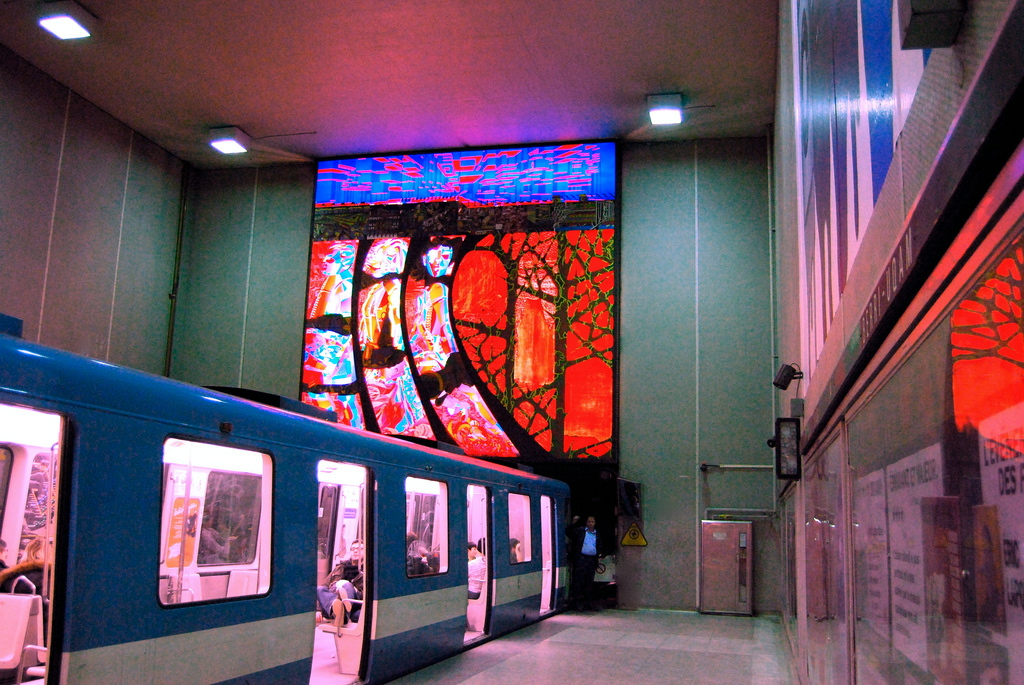
Das Wandgemälde Hommage aux fondateurs de la ville de Montréal

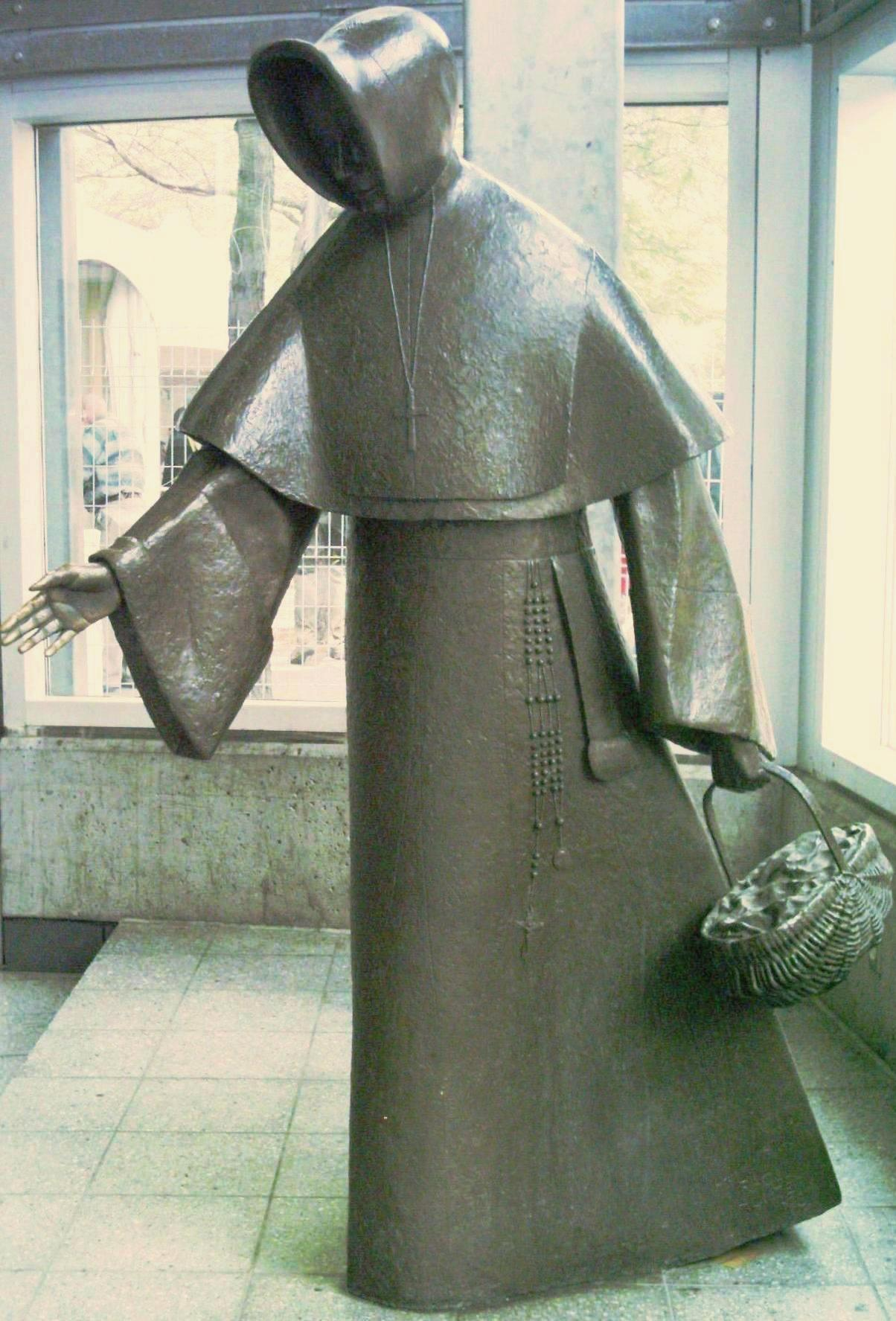
Mère Émilie Gamelin

In der Station sind mehrere Kunstwerke ausgestellt. Das größte ist eine Wandmalerei aus Glas und Acrylfarbe von Pierre Gaboriau und Pierre Osterrath namens Hommage aux fondateurs de la ville de Montréal (Huldigung an die Gründer der Stadt Montreal). Sie befindet sich über dem Ostportal des Tunnels der grünen Linie und wurde 1969 als Geschenk der Genossenschaftsbank Caisses Desjardins angebracht. In abstrakter Form stellt sie die Stadtgründer Jérôme le Royer de la Dauversière, Jeanne Mance und Paul Chomedey de Maisonneuve dar.
Drei großformatige Wandbilder von Robert LaPalme, die einzigen Ölgemälde auf Leinwand in der Metro, zieren den Hauptzugang zu den Bahnsteigen der gelben Linie. Sie befanden sich ursprünglich am Eingang zur Expo 67 und wurden später auf persönlichen Wunsch von Bürgermeister Jean Drapeau in die Metrostation überführt. Die Gemälde repräsentieren die drei Themen der Weltausstellung: Science (Wissenschaft), Divertissement (Unterhaltung) und Culture (Kultur). Zusammen mit Georges Lauda schuf LaPalme auch eine bronzene Gedenktafel in der Mitte der Verteilerebene, die auf die Kontinuität des öffentlichen Nahverkehrs in Montreal hinweist, von der ersten Pferdebahn 1861 bis zur Eröffnung der Metro 1966.
Im Eingangspavillon an der Rue Sainte-Catherine steht seit 2000 die Bronzestatue Mère Émilie Gamelin des Bildhauers Raoul Hunter. Sie erinnert an den 200. Geburtstag der seliggesprochenen Ordensgründerin Émilie Gamelin und zeigt sie beim Verteilen von Lebensmitteln an die Bedürftigen der Stadt. Im Korridor zu den Bahnsteigen der gelben Linie ist die 2007 geschaffene „Friedensmauer“ (Mur de la paix) von Cécile Dion zu finden, bestehend aus Inschriften des Wortes „Frieden“ (paix) in 34 Sprachen.

## Geschichte
Die Eröffnung der Station erfolgte am 14. Oktober 1966, als die grüne und die orange Linie ihren Betrieb aufnahmen. Der Stationsteil der gelben Linie wurde am 31. März 1967 eröffnet.
Namensgeber der Station sind einerseits die mindestens seit 1663 bestehende Rue Berri, die möglicherweise nach dem Grundbesitzer Simon Després dit Berry benannt ist, andererseits die 1969 gegründete Université du Québec à Montréal (UQAM). Zu Beginn trug die Station den Namen Berri-de Montigny (damals existierte der UQAM-Campus noch nicht), wobei der zweite Namensteil sich auf die Grundbesitzerfamilie Testard de Montigny bezieht. Ursprünglich war geplant gewesen, die Station Berri-de Maisonneuve zu nennen, da die Rue de Montigny beim Bau des Boulevard De Maisonneuve bereits verschwunden war. Neun Jahre nach der Fertigstellung des UQAM-Campus erhielt die Station am 1. Januar 1988 ihren heutigen Namen.